# Провінція Дамаск-Центр
Провінція Дамаск-Центр (араб. مركز ريف دمشق‎‎) — район у Сирії, входить до складу провінції Дамаск. Адміністративний центр — м. Дамаск (не входить до складу району).
Адміністративно поділяється на 6 нохій:
- Баббіла
- Джерамана
- Арбін
- Аль-Кісва
- Кафр-Батна
- Аль-Маліха

| Сирія | Це незавершена стаття з географії Сирії. Ви можете допомогти проєкту, виправивши або дописавши її. |